# Pignataro Maggiore
Pignataro Maggiore är en ort och kommun i provinsen Caserta i regionen Kampanien i Italien. Kommunen hade 5 964 invånare (2017).